# Murazzano
Murazzano (piemontiul: Murassan) település Olaszországban, Piemont régióban, Cuneo megyében. Lakosainak száma 866 fő (2023. január 1.). Murazzano Belvedere Langhe, Bonvicino, Clavesana, Igliano, Marsaglia, Mombarcaro, Paroldo, San Benedetto Belbo, Bossolasco és Torresina községekkel határos.

## Népesség
A település lakossága az elmúlt években az alábbi módon változott:
| Lakosok száma | 845  | 808  | 821  | 866  |
|               | 2008 | 2017 | 2018 | 2023 |